# Trilobodrilus heideri
Trilobodrilus heideri is een borstelworm uit de familie Dinophilidae. Het lichaam van de worm bestaat uit een kop, een cilindrisch, gesegmenteerd lichaam en een staartstukje. De kop bestaat uit een prostomium (gedeelte voor de mondopening) en een peristomium (gedeelte rond de mond) en draagt gepaarde aanhangsels (palpen, antennen en cirri).
Trilobodrilus heideri werd in 1925 voor het eerst wetenschappelijk beschreven door Remane.